# اوراسکام
اوراسکام (به انگلیسی: Orascom) شرکت ساخت‌وساز مصری است، که در زمینه ارائه خدمات مهندسی، ساخت املاک و مستغلات، زیرساخت‌های شهری، صنعتی و اجرای پروژه‌های ئی‌پی‌سی، همچنین تولید سیمان و کود شیمیایی فعالیت می‌کند.
شرکت اوراسکام در سال ۱۹۵۰ توسط انسی ساویریس تأسیس شد و در حال حاضر دارای عملیات در ۲۵ کشور جهان است و بزرگترین شرکت بخش خصوصی مصر به‌شمار می‌آید.
دفتر مرکزی این شرکت در شهر قاهره، مصر قرار دارد و بخشی از سهام آن در بازار بورس لندن معامله می‌شود.